# キウパニクス
キウパニクス（学名：Qiupanykus、「キウパ(発見場所)の鉤爪」の意）は、アルヴァレスサウルス科コエルロサウルス類に属する獣脚類の属。後期白亜紀の中国大陸にある秋扒層に棲息していた。現在の河南省洛陽市欒川県秋扒郷で2018年に化石が発見されたことから命名された。推定全長は0.5メートルから1メートルほどだった。

## 概要

キウパニクスとヒトの大きさの比較図

本属のホロタイプ標本と関連して、オヴィラプトル科のものと考えられる卵化石が発見されている。このことから、本属あるいはその近縁種であるアルヴァレスサウルス科の獣脚類は、頑丈な親指の爪を使って卵殻を割って食べる専門的な捕食者であった可能性が示唆される。
中国の古生物学者である呂君昌らは本種をアルヴァレスサウルス科に分類し、パタゴニクスよりもパルヴィカーソルに近い種であると位置づけた。